# NGC 1693
NGC 1693 (другое обозначение — ESO 56-SC2) — рассеянное скопление в созвездии Золотой Рыбы. Входит в Большое Магелланово Облако.
Этот объект входит в число перечисленных в оригинальной редакции «Нового общего каталога».
В феврале 2019 года было проведено исследование основных спектроскопических параметров 16 рассеянных скоплений Большого Магелланова Облака, в том числе и NGC 1693. Оно является самым плотным скоплением среди 16 исследованных в этой работе.